# Hugh Martin
Edward Hugh Martin (* 11. August 1914 in Birmingham, Alabama; † 11. März 2011 in Encinitas, Kalifornien) war ein US-amerikanischer Theater- und Filmkomponist sowie Musiker. In seiner jahrzehntelangen Partnerschaft mit Ralph Blane entstanden bekannte Lieder wie Have Yourself a Merry Little Christmas.

## Leben und Karriere
Geboren in Alabama, studierte Hugh Martin Musik am Birmingham–Southern College und nahm sich George Gershwin zum Vorbild. In den 1930er-Jahren begann er seine Karriere als Arrangeur am Broadway. In einigen frühen Stücken trat Martin auch als Sänger und Schauspieler hervor, dazu kam außerdem noch eine kleine Rolle im Hollywood-Film Manhattan Merry-Go-Round (1937). Schon Anfang der 1940er-Jahre formierte er sich mit dem Komponisten Ralph Blane zu einem sehr erfolgreichen Songwriter-Duo, daneben arbeitete er im Laufe seiner langen Karriere auch mit anderen Künstlern zusammen. Martin schrieb Songs zu den Broadway-Stücken Best Foot Forward  (1941), Look Ma, I'm Dancin'! (1948), Make a Wish (1951); High Spirits (1964) und der Broadway-Version des Filmklassikers Meet Me in St. Louis (1989). Insgesamt erhielt er am Broadway vier Nominierungen für den Tony Award.
Schon zum Originalfilm Meet Me in St. Louis von 1944 hatten Martin und Blane Songs geschrieben: Ihre Lieder The Boy Next Door, The Trolley Song und Have Yourself a Merry Little Christmas wurden allesamt über den Film hinaus bekannt. Interpretiert wurden diese Lieder im Film alle von Judy Garland, mit der sich Martin befreundete. Er begleitete sie als Musiker und Arrangeur auf vielen ihrer Tourneen während der 1950er-Jahre. Neben Garland arbeitete er auch mit anderen Stars wie Noël Coward, Lucille Ball, Mickey Rooney, Gene Kelly, Lena Horne, Rosalind Russell, Debbie Reynolds und Jerome Robbins. Martin und Blane erhielten zwei Oscar-Nominierungen für den Besten Filmsong: Für The Trolley Song aus Meet Me in St. Louis von 1944, sowie für Pass That Peace Pipe aus dem Film Good News von 1947. Das Duo schrieb ebenfalls Songs für die Jane-Powell-Filme Athena (1954) und The Girl Most Likely (1958). Hugh Martin blieb bis ins hohe Alter aktiv und brachte unter anderem 1995 gemeinsam mit Michael Feinstein die CD Michael Feinstein Sings The Hugh Martin Songbook heraus. Der religiöse Martin widmete sich in späteren Jahren sehr der spirituellen Musik und begleitete unter anderem Gospelchöre am Klavier.
Hugh Martin brachte im Herbst 2010 seine Autobiografie Hugh Martin - The Boy Next Door heraus. Hierin schrieb er, dass er einen Großteil der Martin-und-Blane-Songs ohne die Hilfe seines Partners Blane geschrieben hätte. Dieser hätte sich vor allem um die Finanzen und Verträge gekümmert, worin er wiederum hilflos gewesen sei. Nur wenige Monate nach Veröffentlichung der Autobiografie starb Hugh Martin im Alter von 96 Jahren. 1983 war er in die Songwriters Hall of Fame aufgenommen worden.